# Iglesia de São Gião de Nazaré
La iglesia de São Gião de Nazaré es una iglesia de estilo visigodo, datada en el siglo VII, situada en la población de Nazaré, en Portugal.

## Descripción
La iglesia de São Gião de Nazaré es un monumento altomedieval con una datación conflictiva, ya que, aunque considerado inicialmente como una iglesia visigoda
sobre un asentamiento anterior paleocristiano, hay demasiados detalles en su estructura que hacen dudar de la procedencia de los distintos elementos que han llegado hasta nuestros días.
San Giao de Nazaré: Planta inscrita en un rectángulo del que sólo sobresale la cabecera, se componía de una nave de 6,60 x 3,90 m entre dos muros de 6,75 m de altura con dos anexos paralelos a la misma compartimentados de forma semejante a Quintanilla de las Viñas, una nave transversal formando una especie de crucero y un ábside cuadrado en la cabecera.
Con dos absidiolos a los lados, sobre la nave de crucero, de planta semicircular y de construcción evidentemente posterior. Al final de las naves existía un nártex, con una única puerta central, soportando una tribuna. Es prácticamente seguro que toda la iglesia tendría cubierta de madera excepto la cabecera que sería de cañón siguiendo la forma de herradura del arco de entrada a la misma.
La estructura del cuadrado central es muy interesante, no solo por lo atípica, sino también por ser un diseño muy original y de un agradable impacto visual, con una abertura hacia la cabecera, dos hacia cada lado del crucero y tres hacia la nave central. Su comunicación con el ábside era por medio de un arco triunfal de herradura, sobre dos magníficas impostas que tenían una parte más ancha, incrustada en el muro con decoración vegetal, y otra más estrecha, donde se apoyaba una columna con capitel, hoy desaparecidos.
A cada lado del crucero existían dos arcos peraltados, que se incrustaban en los muros sobre impostas decoradas, unidos sobre una columna central, mientras que entre la nave central y la de crucero existe un muro en el que se abren tres vanos creando una separación ente ambas semejante a la que se encuentra habitualmente en las iglesias asturianas, como la iglesia de San Julián de los Prados un arco de medio punto peraltado, sobre impostas laterales que se encuentran en muy mal estado, y a los lados dos ventanas simétricas a 80 cm del suelo, también terminadas en arco de medio punto peraltado.
Algo sorprendente es la forma de las puertas de acceso, una en el fondo de la nave central y otra en el lado izquierdo, de forma rectangular, con dintel y arco semicircular de descarga del más puro estilo asturiano. Tanto la distribución de la cabecera, como el arco de entrada a la misma y la mayor parte de la decoración encontrada son claramente visigodas del siglo VII. Datada por el arqueólogo e historiador Helmut Schlunk, quien, junto al arqueólogo español Magín Berenguer, en la década de los años 1950, estudiaron las pinturas murales de la iglesia de San Julián de los Prados, Oviedo, fechadas en el siglo IX.